# Тактика на вълчата глутница
Тактиката на вълчата глутница е военноморска тактика на координирани атаки от група подводници срещу морски конвои.
Първите неуспешни опити за прилагане на тактиката са от Първата световна война. През Втората световна война тя намира широко приложение, главно от страна на Германия в Битката за Атлантика и на Съединените щати на Тихоокеанския театър. След Втората световна война тя не е прилагана, тъй като войните през този период не изискват организирането на големи морски конвои.